# 乗りものニュース1155
「乗りものニュース1155」（のりものニュース1155）は、かつてTBSラジオで放送されていたラジオ番組。
2018年（平成30年）4月8日 - 2019年（平成31年）3月31日の日曜日11:55 - 12:00に放送された、「乗りものニュース」を運営するメディア・ヴァーグによる鉄道・交通関連情報番組。当初は半年間の予定で開始したが、1年間にわたり放送された。ラジオパーソナリティーは「女子鉄アナウンサー」久野知美と、「乗りものニュース」初代編集長の恵知仁。